# Юйсі
Юйсі (кит. спр. 玉溪市, піньїнь: Yùxī Shì) — місто-округ в південнокитайській провінції Юньнань.

## Географія
Юйсі розташовується на заході Юньнань-Гуйчжоуського плато — висота понад 1000 метрів над рівнем моря нівелює спекотний клімат низьких широт. Стоїть на річці Хонгха.

### Клімат
Місто знаходиться у зоні, котра характеризується океанічним кліматом субтропічних нагір'їв. Найтепліший місяць — червень із середньою температурою 20.3 °C (68.5 °F). Найхолодніший місяць — січень, із середньою температурою 8.6 °С (47.5 °F).
| Клімат Юйсі             | Клімат Юйсі | Клімат Юйсі | Клімат Юйсі | Клімат Юйсі | Клімат Юйсі | Клімат Юйсі | Клімат Юйсі | Клімат Юйсі | Клімат Юйсі | Клімат Юйсі | Клімат Юйсі | Клімат Юйсі | Клімат Юйсі |
| Показник                | Січ.        | Лют.        | Бер.        | Квіт.       | Трав.       | Черв.       | Лип.        | Серп.       | Вер.        | Жовт.       | Лист.       | Груд.       | Рік         |
| Середня температура, °C | 8,6         | 10,5        | 13,6        | 16,8        | 19,6        | 20,3        | 20,3        | 19,8        | 18,5        | 16,1        | 12,3        | 9           | 15,5        |
| Норма опадів, мм        | 13.4        | 14.6        | 17.6        | 31          | 93          | 161.9       | 192.8       | 192.2       | 116.7       | 79.4        | 43.1        | 16.4        | 972.1       |
| Днів з опадами          | 8,2         | 5,8         | 5,8         | 8,7         | 13,4        | 19,7        | 22,4        | 22,5        | 17,5        | 14,9        | 10,3        | 9,4         | 158,6       |
| Вологість повітря, %    | 66.7        | 61.8        | 57.7        | 59.8        | 66.8        | 77.3        | 80.6        | 80.2        | 79.3        | 77.5        | 74.9        | 70.6        | 71.1        |
| ----------------------- | ----------- | ----------- | ----------- | ----------- | ----------- | ----------- | ----------- | ----------- | ----------- | ----------- | ----------- | ----------- | ----------- |
| Джерело: Weatherbase    |             |             |             |             |             |             |             |             |             |             |             |             |             |

## Адміністративний поділ
Міський округ поділяється на 2 райони, 1 місто та 6 повітів (три з них є автономними):
| Карта                                                                                        | Карта               | Карта                    | Карта            |
| -------------------------------------------------------------------------------------------- | ------------------- | ------------------------ | ---------------- |
| Сіньпін-Ї-Дай Юаньцзян-Хані- · Ї-Дай Їмень Ешань-Ї Хунта Тунхай ① Хуанін Ченцзян ① Цзянчуань |                     |                          |                  |
| Статус                                                                                       | Назва               | Оригінал                 | Населення (2020) |
| Район                                                                                        | Хунта               | 红塔区                   | 588 738          |
| Район                                                                                        | Цзянчуань           | 江川区                   | 253 295          |
| Місто                                                                                        | Ченцзян             | 澄江市                   | 173 161          |
| Повіт                                                                                        | Їмень               | 易门县                   | 151 671          |
| Повіт                                                                                        | Тунхай              | 通海县                   | 289 891          |
| Повіт                                                                                        | Хуанін              | 华宁县                   | 190 425          |
| Автономний повіт                                                                             | Ешань-Ї             | 峨山彝族自治县           | 143 903          |
| Автономний повіт                                                                             | Сіньпін-Ї-Дай       | 新平彝族傣族自治县       | 262 771          |
| Автономний повіт                                                                             | Юаньцзян-Хані-Ї-Дай | 元江哈尼族彝族傣族自治县 | 195 647          |